# TO-3
Il TO3 (o meglio TO-3) è un contenitore usato per transistor e circuiti integrati definito dallo standard JEDEC.

Questo contenitore (in inglese package) completamente metallico è costituito da una base piatta di forma romboidale con vertici smussati su cui è saldato un corpo cilindrico metallico di altezza contenuta.
I vertici opposti più distanti sono forati e formano due flange che ne permettono il fissaggio ad un dissipatore con due viti.

La flangia di base del TO-3 può essere realizzato in rame, acciaio o alluminio.

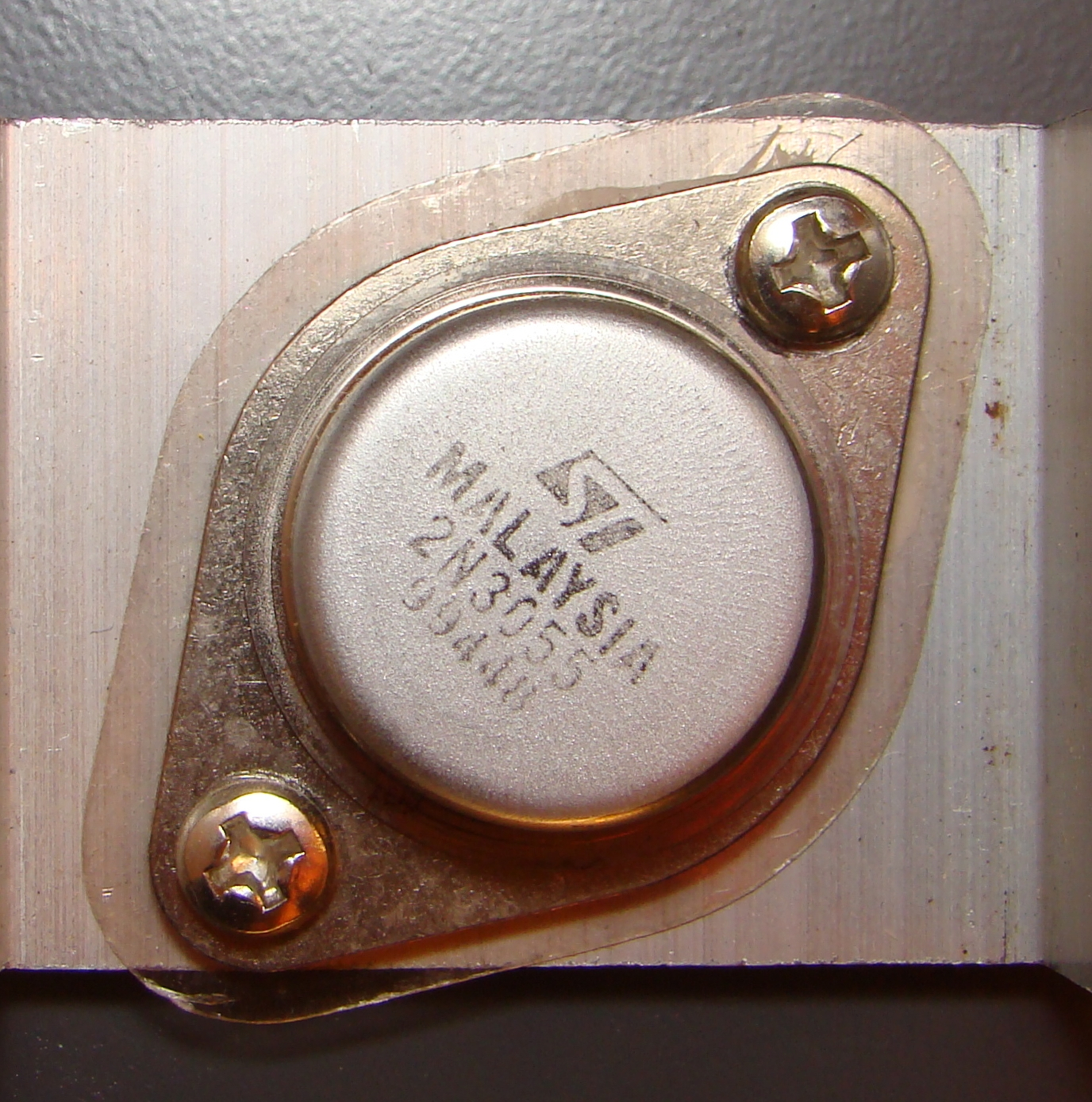
Transistor in TO-3. Il componente è isolato elettricamente dal dissipatore mediante un sottile foglio di mica.

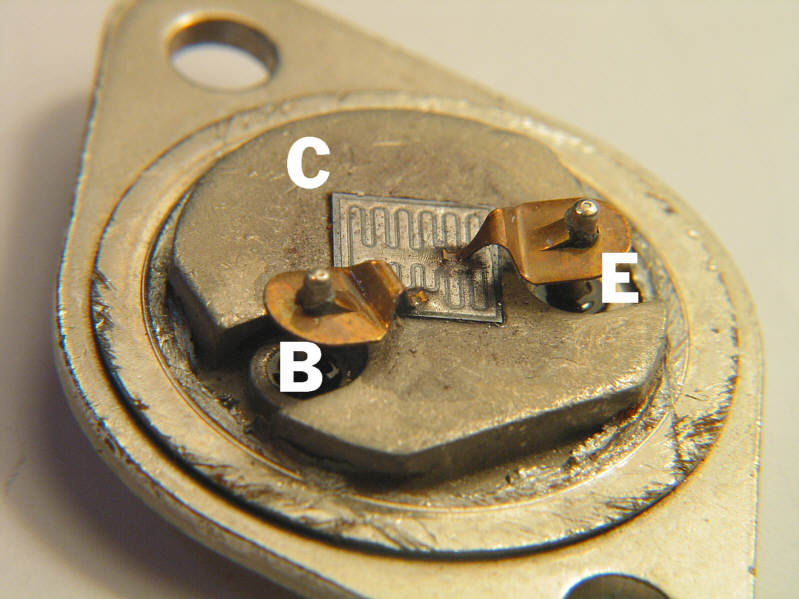
Il die dello stesso transistor (2N3055) visto dopo aver tagliato il metal can.

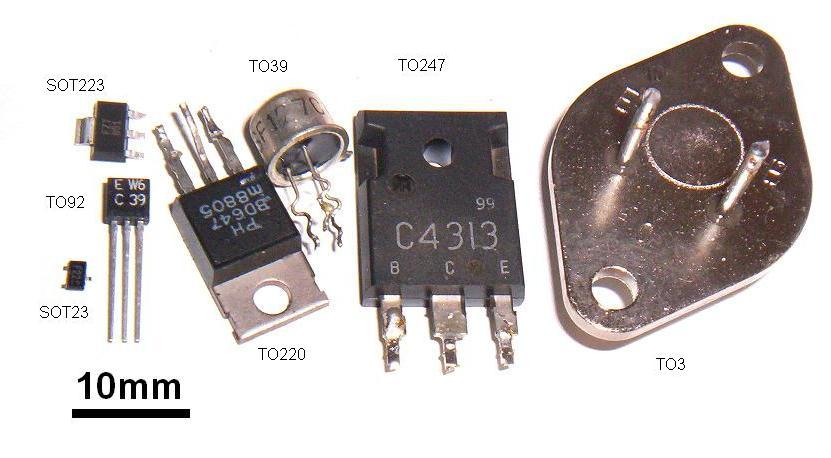
Un transistor in package TO-3 (visto dal lato dei reofori) vicino ad altri package.

Le tre connessioni elettriche sono costituite da due reofori sulla base (isolati e sigillati con vetro) e dal case metallico.
La posizione asimmetrica dei due reofori impedisce il montaggio errato del TO-3.
Sono state realizzate varianti meno diffuse del TO-3 con più di due reofori.
Esiste un contenitore con lo stesso aspetto del TO-3 ma di dimensioni più piccole per dispositivi di minore potenza: il TO-66.

## La resistenza termica
Il contenitore TO-3, con die saldato su una spessa base metallica può avere una bassa resistenza termica e permettere quindi una buona dissipazione del calore. 
Quando il die non va isolato dal contenitore, come avviene nei transistor, darlington, MOSFET, ecc., la resistenza termica può scendere a circa mezzo grado Celsius per watt e il componente elettronico può dissipare una notevole potenza. Alcuni dispositivi dichiarano una potenza di 300 watt purché la temperatura sulla superficie del case sia mantenuta a non più di 25 °C.
Quando il die deve essere isolato elettricamente dalla base metallica la resistenza termica è paragonabile con quella di contenitori simili come TO-220 e D2PAK (qualche grado Celsius per watt).

## Applicazioni tipiche
- Il TO-3 è utilizzato prevalentemente in applicazioni di alta potenza e che devono garantire una buona affidabilità: alimentatori da laboratorio, amplificatori audio professionali, strumenti di misura elettronici, apparecchiature militari e satellitari.

## Vantaggi nell'utilizzo
- Adatto per applicazioni in cui sono in gioco elevati valori di potenza e di corrente.
- Il package interamente metallico assicura un ottimo trasferimento del calore e affidabilità.
- L'uso di metallo e vetro garantisce un'eccellente protezione al dispositivo contro liquidi e gas.

## Svantaggi nell'utilizzo
- Costo sensibilmente maggiore rispetto ad altri tipi di package.
- Il contenitore metallico è una delle tre connessioni del TO-3. Se si vuole separarlo galvanicamente dal dissipatore si devono inserire uno strato di materiale e due rondelle isolanti con conseguenti maggiori tempi di assemblaggio e costi.
- Le dimensioni del package richiedono uno spazio maggiore (anche per il dissipatore di calore) con conseguenti maggiori costi di ingegnerizzazione e produzione.
- Essendo in metallo il TO-3 ha un peso nettamente superiore ai package in resina plastica.

## Componenti di largo uso in package TO-3
- 2N3055 - transistor NPN di potenza
- LM317K - regolatore di tensione da 3 ampere